# Državna cesta D402
D402 je državna cesta u Hrvatskoj. Ukupna duljina iznosi 3,2 km.